# Rubén Ramírez Hidalgo
Rubén Ramírez Hidalgo (Alicante, 6 januari 1978) is een Spaanse tennisser.
Hidalgo trad in 1998 toe tot de rijen der professionele tennissers.
Hij won tot op hedengeen ATP-toernooien,stond wel drie keer met Albert Montañés in een verloren dubbelspelfinale. 
Hidalgo won op de ATP Challenger Tour acht enkel- en vijftien dubbelspeltoernooien.

## Palmares
| Legenda                       | Legenda               |
| ----------------------------- | --------------------- |
| Grand Slam                    |                       |
| Olympische Spelen             |                       |
| tot 2009                      | vanaf 2009            |
| Tennis Masters Cup            | ATP Finals            |
| ATP Masters Series            | ATP Tour Masters 1000 |
| ATP International Series Gold | ATP Tour 500          |
| ATP International Series      | ATP Tour 250          |

### Dubbelspel
| Nr.                          | Datum            | Toernooi            | Ondergrond | Partner         | Tegenstanders in finale         | Score            | Details |
| ---------------------------- | ---------------- | ------------------- | ---------- | --------------- | ------------------------------- | ---------------- | ------- |
| Verloren finales herendubbel |                  |                     |            |                 |                                 |                  |         |
| 1.                           | 29 januari 2007  | ATP Viña del Mar    | Gravel     | Albert Montañés | Paul Capdeville Óscar Hernández | 6-4, 4-6, [6-10] | Details |
| 2.                           | 12 februari 2007 | ATP Costa do Sauípe | Gravel     | Albert Montañés | Lukáš Dlouhý Pavel Vízner       | 2-6, 6-7(4)      | Details |
| 3.                           | 18 februari 2007 | ATP Buenos Aires    | Gravel     | Albert Montañés | Martín García Sebastián Prieto  | 4-6, 2-6         | Details |

## Prestatietabellen
| Legenda | Legenda                          |
| ------- | -------------------------------- |
| g.t.    | geen toernooi gehouden           |
| l.c.    | lagere categorie                 |
| –       | niet deelgenomen                 |
| G       | uitgeschakeld in de groepsfase   |
| 1R      | uitgeschakeld in de eerste ronde |
| 2R      | uitgeschakeld in de tweede ronde |
| 3R      | uitgeschakeld in de derde ronde  |
| 4R      | uitgeschakeld in de vierde ronde |
| KF      | uitgeschakeld in de kwartfinale  |
| HF      | uitgeschakeld in de halve finale |
| F       | de finale verloren               |
| W       | het toernooi gewonnen            |
| w-v     | winst/verlies-balans             |

### Prestatietabel grand slam, enkelspel
| Toernooi        | 2003 | 2004 | 2006 | 2007 | 2009 | 2010 | 2011 | 2012 | 2013 |
| --------------- | ---- | ---- | ---- | ---- | ---- | ---- | ---- | ---- | ---- |
| Australian Open | –    | 1R   | –    | 1R   | –    | –    | 1R   | –    | 1R   |
| Roland Garros   | –    | 1R   | 4R   | 1R   | –    | –    | 2R   | 1R   |      |
| Wimbledon       | –    | 1R   | 1R   | 1R   | –    | –    | 1R   | 1R   |      |
| US Open         | 1R   | –    | 1R   | 1R   | 1R   | 1R   | –    | 2R   |      |

### Prestatietabel grand slam, dubbelspel
| Toernooi        | 2004 | 2006 | 2007 | 2009 | 2010 | 2011 |
| --------------- | ---- | ---- | ---- | ---- | ---- | ---- |
| Australian Open | 1R   | –    | 2R   | –    | –    | 3R   |
| Roland Garros   | 1R   | –    | 1R   | –    | –    | 2R   |
| Wimbledon       | 1R   | 1R   | 1R   | –    | –    | 1R   |
| US Open         | –    | 1R   | 1R   | 2R   | 2R   | –    |